# فایزون لاو
فایزون لاو (انگلیسی: Faizon Love؛ زادهٔ ۱۴ ژوئن ۱۹۶۸) هنرپیشه و کمدین اهل ایالات متحده آمریکا است.
از فیلم‌ها یا برنامه‌های تلویزیونی که وی در آن نقش داشته‌است می‌توان به فقط شانس من، نگهبان باغ‌وحش، گشتاور، جمعه، جی-فورس، مامان بزرگ: پسر کو ندارد نشان از پدر، زندگی آن‌طور که می‌شناسیمش، تصادف آبی، الف، پسر روزنامه فروش، پول حلال مشکلات است، فرار زوج‌ها، ساخته‌شده، سرزمین عجایب، گروه تعقیب و روزی از زندگی اشاره کرد.
همچنین او صداپیشگی شخصیت (سوییت جانسون) در اتومبیل دزدی بزرگ: سن آندریاس را بر عهده داشت